# Bahamas Bowl 2019
Match précédent Match suivant
Le Bahamas Bowl 2019 est un match de football américain de niveau universitaire joué après la saison régulière de 2019, le 20 décembre 2019 au Stade Thomas-Robinson de Nassau aux Bahamas.
Il s'agit de la 6e édition du Bahamas Bowl.
Le match met en présence l'équipe des 49ers de Charlotte issue de la Conference USA et l'équipe des Bulls de Buffalo issue de la Mid-American Conference.
Il débute vers 14 heures locales et est retransmis à la télévision par ESPN.
Sponsorisé par la ville de Elk Grove Village dans l'État de l'Illinois, le match est officiellement dénommé le Makers Wanted Bahamas Bowl 2019.
Buffalo gagne le premier bowl de son histoire sur le score de 31 à 9.

## Présentation du match
Il s'agit de la première rencontre entre ces deux équipes.
| Équipes                                                                                             | Conférences | Entraîneurs        | Stats. saison rég. | Classements avant le bowl | Classements avant le bowl | Classements avant le bowl |
| --------------------------------------------------------------------------------------------------- | ----------- | ------------------ | ------------------ | ------------------------- | ------------------------- | ------------------------- |
| Équipes                                                                                             | Conférences | Entraîneurs        | Stats. saison rég. | CFP                       | AP                        | Coaches                   |
| 49ers de Charlotte                                                                                  | C-USA       | Will Healy (en)    | 7 - 5              | NC                        | NC                        | NC                        |
| Bulls de Buffalo                                                                                    | MAC         | Lance Leipold (en) | 7 - 5              | NC                        | NC                        | NC                        |
| Arbitre : Wayne Winkler (Sun Belt) Équipe donnée favorite par les bookmakers : Buffalo par 7 points |             |                    |                    |                           |                           |                           |

### 49ers de Charlotte
Avec un bilan global en saison régulière de 7 victoires et 5 défaites (5-3 en matchs de conférence), Charlotte est éligible et accepte l'invitation pour participer au Bahamas Bowl de 2019.
Ils terminent 4e de la East Division de la Conference USA derrière Florida Atlantic, Marshall et Western Kentuchy. À l'issue de la saison 2019, ils n'apparaissent pas dans les classements CFP, AP et Coaches.
C'est leur première apparition de l'histoire de l'université à un bowl d'après saison régulière et à fortiori leur première au Bahamas Bowl.
| Postes      | Joueurs        | Statistiques                                                       |
| ----------- | -------------- | ------------------------------------------------------------------ |
| Quarterback | Chris Reynolds | 166/267 passes réussies pour 2 366 yards, 21 TDs, 10 interceptions |
| Coureur     | Benny LeMay    | 180 courses pour 1 027 yards nets gagnés et 9 TDs                  |
| Receveur    | Victor Tucker  | 49 réceptions pour 848 yards et 6 TDs                              |

### Bulls de Buffalo
Avec un bilan global en saison régulière de 7 victoires et 5 défaites (5-3 en matchs de conférence), Buffalo est éligible et accepte l'invitation pour participer au Bahamas Bowl de 2019. Il s'agit de leur première participation à un bowl universitaire d'après saison régulière.
Ils terminent 3e de la East Division de la Mid-American Conference derrière Miami et Ohio. À l'issue de la saison 2019, ils n'apparaissent pas dans les classements CFP, AP et Coaches.
C'est leur première participation au Bahamas Bowl et leur quatrième à un bowl d'après-saison universitaire (3 défaites dont la dernière au Dollar General Bowl 2018).
| Postes      | Joueurs         | Statistiques                                                    |
| ----------- | --------------- | --------------------------------------------------------------- |
| Quarterback | Kyle Vantrease  | 93/155 passes réussies pour 1 116 yards, 7 TDs, 1 interceptions |
| Coureur     | Jaret Patterson | 280 courses pour 1 626 yards nets gagnés et 17 TDs              |
| Receveur    | Antonio Nunn    | 44 réceptions pour 634 yards et 5 TDs                           |

## Résumé du match
Résumé, vidéo et photos sur la page du site francophone The Blue Pennant.
Début du match à 14 h 00, fin à 17 h 14 pour une durée totale de jeu de 3 h 14 min.
Températures de 25 °C, rafales de vent d'ENE à 42 km/h, sec, ciel nuageux.
| QT            | Temps         | Drive         | Drive         | Drive         | Équipe        | Description de l'action | Score | Score |
| ------------- | ------------- | ------------- | ------------- | ------------- | ------------- | --- | ----- | ----- |
| QT            | Temps         | Jeux          | Yards         | TDP           | Équipe        | Description de l'action | CHA   | BUF   |
| 1             | 09:12         | 7             | 61            | 03:11         | BUF           | TD de 12 yards par WR Antonio Nunn à la suite d'une passe de QB Kyle Vantrease + 1 point de conversion par K Alex McNulty            | 0     | 7     |
| 2             | 03:33         | 15            | 74            | 08:26         | BUF           | TD à la suite d'une course de 1 yard par de QB Kyle Vantrease + 1 point de conversion par K Alex McNulty                             | 0     | 14    |
| 2             | 01:25         | 4             | -2            | 01:55         | BUF           | FG de 31 yards par K Alex McNulty | 0     | 17    |
| 3             | 05:22         | 7             | 43            | 03:45         | BUF           | TD à la suite d'une course de 6 yards par RB Jarett Patterson + 1 point de conversion par K Alex McNulty                             | 0     | 24    |
| 3             | 02:20         | 7             | 75            | 03:02         | CAR           | TD de 55 yards par WR Victor Tucker à la suite d'une passe de QB Chris Reynolds mais la tentative de conversion à deux points échoue | 6     | 24    |
| 4             | 10:50         | 10            | 54            | 05:26         | CHA           | FG de 32 yards par K Jonathan Cruz                                                                                                   | 9     | 24    |
| 4             | 01:43         | 16            | 75            | 09:07         | BUF           | TD à la suite d'une course de 10 yards par RB Jarett Patterson + 1 point de conversion par K Alex McNulty                            | 9     | 31    |
| Score final : | Score final : | Score final : | Score final : | Score final : | Score final : | Score final : | 9     | 31    |

## Statistiques
| Systèmes | Noms            | Équipes | Postes |
| -------- | --------------- | ------- | ------ |
| Attaque  | Jaret Patterson | Buffalo | RB     |
| Défense  | Malcolm Koonce  | Buffalo | DE     |

| Statistiques                           | 49ers de Charlotte                                | Bulls de Buffalo                                   |
| -------------------------------------- | ------------------------------------------------- | -------------------------------------------------- |
| 1er down                               | 15                                                | 19                                                 |
| 1er down à la course                   | 4                                                 | 13                                                 |
| 1er down à la passe                    | 10                                                | 5                                                  |
| 1er down suite pénalité                | 1                                                 | 1                                                  |
| Conversion de 3e down                  | 5/12                                              | 7/14                                               |
| Conversion de 4e down                  | 2/4                                               | 2/2                                                |
| Jeux–yards                             | 55 jeux pour 278 yards                            | 63 jeux pour 282 yards                             |
| Yards à la course                      | 31 courses pour 80 yards (moy.= 2.6 yards/course) | 46 courses pour 205 yards (moy.= 4.5 yards/course) |
| Yards à la passe                       | 198                                               | 77                                                 |
| Passes : Réussies-Tentées-Interceptées | 15/24 passes complétées, 1 interception           | 8/17 passes complétées, 1 interception             |
| Réussite en zone rouge/chances         | 1/2                                               | 5/5                                                |
| TD                                     | 1                                                 | 4                                                  |
| Field Goals                            | 1/2                                               | 1/1                                                |
| Sacks (Nombre-Yards)                   | -                                                 | 5 pour 16 yards adverses perdus                    |
| Fumbles (Nombre/Perdus)                | 1/1                                               | 0/0                                                |
| Pénalités (Nombre/Yards perdus)        | 3 pour 20 yards perdus                            | 2 pour 30 yards perdus                             |
| Temps de possession                    | 26:48                                             | 33:12                                              |

| 49ers de Charlotte |                 |                                                                                                 |
| Quarterback        | Chris Reynolds  | 15/24 passes complétées, 198 yards, 1 interception, 1 TD, 5 sacks subis, évaluation QB de 137,2 |
| Meilleur coureur   | Benny Lemay     | 13 courses pour 45 yards nets gagnés, 0 TD, moyenne de 3,5 yards/course                         |
| Meilleur receveur  | Tyler Ringwood  | 5/6 réceptions pour 64 yards gagnés, 0 TD                                                       |
| Meilleur tackler   | Markees Watts   | 11 tacles dont 2 en solo, ½ TFL                                                                 |
| Bulls de Buffalo   |                 |                                                                                                 |
| Quarterback        | Kyle Vantrease  | 8/17 passes complétées, 77 yards, 1 interception, 1 TD, 0 sack subi, évaluation QB de 92,8      |
| Meilleur coureur   | Jaret Patterson | 32 courses pour 173 yards nets gagnés, 2 TDs, moyenne de 5,4 yards/course                       |
| Meilleur receveur  | Antonio Nunn    | 5/10 réceptions pour 53 yards gagnés, 1 TD                                                      |
| Meilleur tackler   | Joey Banks      | 9 tacles dont 4 en solo                                                                         |